# ناحية الراعي
ناحية الراعي إحدى نواحي سوريا تتبع إداريّاً لمحافظة حلب منطقة الباب ومركزها بلدة الراعي، بلغ تعداد سكان الناحية 15,378 نسمة حسب التعداد السكاني لعام 2004.

## بلدات وقرى ناحية الراعي
العامرية، الراعي، الأثرية، عياشة، باب ليمون، هضبات، حاجي كوسة، حاجي ولي، حليصة، جبين، كرسنلي، خليلية، المتمنة، المسنة، النهضة، قنطرة، صندي، شاوة، سلسلة، تل عطية، تل عيشة، تل الهوى، تل ميزاب، تليلة، طويران، أم الثدايا، الوقف، زلف، زيارة.